# The Algerine Captive
The Algerine Captive: or the Life and Adventures of Doctor Updike Underhill: Six Years a Prisoner among the Algerines , est l’un des premiers romans américains. Il est publié anonymement en 1797 par Royall Tyler (en), un auteur américain de l’époque. Ce roman se présente sous la forme d’un mémoire fictif.
Il explore les thèmes de l’identité, de la moralité et de la liberté. Le roman suit la vie d’Updike Underhill, un natif de Boston, à travers son enfance en Amérique, ses difficultés professionnelles et son asservissement ultérieur à Alger. À travers son récit, l’ouvrage établit un contraste entre la vie aux États-Unis et celle en Afrique du Nord, tout en critiquant les normes sociales, en particulier l’esclavage.

## Résumé

### Volume I: La jeunesse et les premières aventures d'Updike Underhill
Le premier volume relate l'enfance, l'éducation et les premières expériences professionnelles d'Updike Underhill, un narrateur fictif originaire de Boston. À travers ces récits, le roman propose également un portrait détaillé des mœurs de la Nouvelle-Angleterre, un aspect que l’auteur annonce dans la préface comme un objectif inédit. Underhill commence par évoquer l’histoire de sa famille avant de décrire sa naissance, son enfance et son éducation. Encouragés par un pasteur local, ses parents décident de le placer sous la tutelle de ce dernier afin de le préparer à l’université. Grâce à cette éducation classique, il apprend le grec et le latin, ce qui lui permet de réciter de nombreux vers de poésie. Cependant, ses compatriotes se moquent de lui, trouvant ses récitations érudites incompréhensibles. À un moment donné, il écrit une ode d'inspiration grecque destinée à une jeune femme, mais ses intentions sont mal interprétées, et l’ode est jugée insultante. Ce malentendu conduit à un défi en duel, qui est heureusement interrompu par les shérifs locaux avant qu’il ne puisse se dérouler.
Le récit se poursuit avec une description de l’échec d’Underhill en tant qu’enseignant dans une école de village. Après cette tentative infructueuse, il entame un voyage à travers les États du Nord et du Sud en tant que médecin, découvrant ainsi diverses facettes de la vie américaine. Plus tard, il sert comme chirurgien à bord d’un navire négrier se dirigeant vers l’Afrique via Londres. Dans le dernier chapitre du premier volume, alors qu’il est sur la côte africaine pour soigner cinq esclaves malades, il est capturé et réduit en esclavage à Alger.

### Volume II: L'esclavage et la réflexion sur l'identité américaine

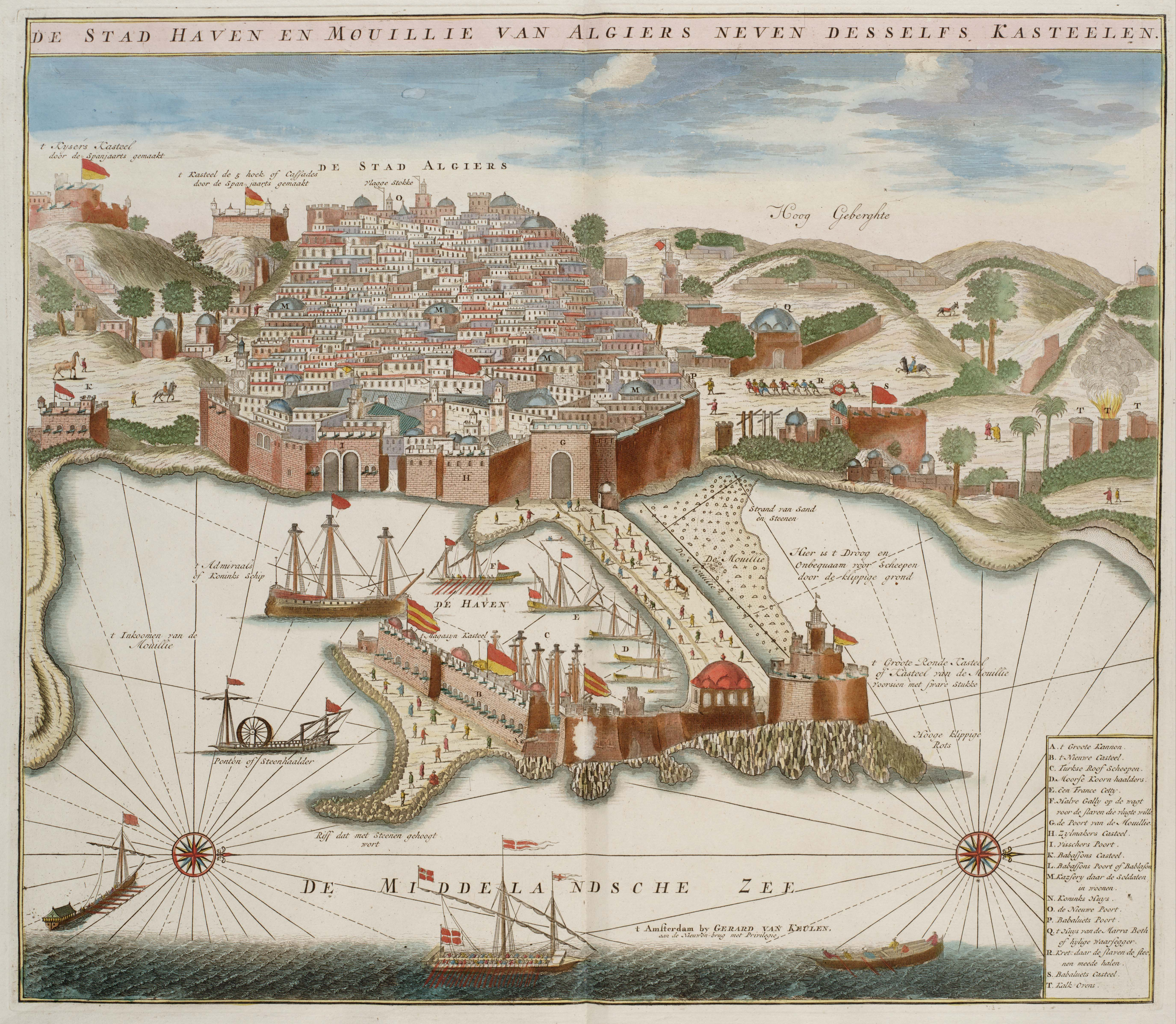
Gravure hollandaise ancienne : (La cité, le port et le môle d'Alger).

Le second volume est consacré à la période d'esclavage d’Updike Underhill à Alger. Il y décrit en détail son expérience de captif ainsi que la société et les personnes qu’il rencontre dans sa condition de prisonnier. Ce contexte étranger est utilisé par l’auteur pour établir une comparaison implicite entre Alger et l’Amérique, amenant le narrateur à réfléchir sur ce que signifie être Américain.
Au fil de son récit, Underhill formule une critique subtile de la société américaine tout en mettant en lumière les valeurs qu’il estime essentielles à la construction d’une identité nationale. Lorsqu’il retrouve finalement la liberté à la fin du roman, son message au lecteur est résolument tourné vers l’unité nationale. Il exhorte ses compatriotes à apprendre de ses épreuves et insiste sur l’importance de l’unité fédérale pour assurer la dignité et le respect de la nation parmi les autres pays. Il conclut avec un avertissement mémorable : « En restant unis, nous demeurons debout ; en nous divisant, nous tombons. »

## Forme du roman
The Algerine Captive se distingue par plusieurs éléments formels. La division en deux volumes crée une séparation naturelle dans la narration, entre la vie d’Updike Underhill en Amérique et son expérience en Afrique du Nord. Ces deux parties diffèrent également par leur ton : le premier volume adopte une approche satirique et picaresque, tandis que le second volume se caractérise par un sérieux marqué et un discours imprégné de sentiments abolitionnistes. Chaque chapitre débute par un épigraphe et un « Argument » qui résume les événements à venir. Toutefois, ces résumés sont parfois trompeurs et déforment le contenu réel du chapitre, jouant ainsi avec les attentes du lecteur.

## Réception
The Algerine Captive a rencontré un tel succès qu’il a été réimprimé en Angleterre. Ce fut seulement le deuxième roman américain à bénéficier de cette reconnaissance.